# Heterobremia furcata
Heterobremia furcata är en tvåvingeart som beskrevs av Ephraim Porter Felt 1920. Heterobremia furcata ingår i släktet Heterobremia och familjen gallmyggor. Inga underarter finns listade i Catalogue of Life.